# Ростислав Рогволодович
Ростислав Рогволодович — мифический полоцкий князь, персонаж великокняжеской росписи родословия литовских князей в Государеве родословце
Родословия литовских князей носят публицистический характер и не являются изложением исторических фактов. В историографии записи в родословных книгах считаются носящими частный характер и относятся к типу «недостоверных» или «фантастических». С течением времени легенда менялась под воздействием насущных на тот момент политических или правовых задач: доказательства превосходства русской династии над правителями Литовского княжества или обоснование прав поступивших на московскую службу литовских князей Гедиминовичей на определённые земли.

## Краткие сведения
В списке «Сказания о князьях владимирских» конца XV века, так называемом списке Чудовского монастыря, находится самый ранний вариант росписи родословной литовских князей. Роспись начинается с 1293 года и в ней Гедемин, основатель рода литовских князей является конюхом смоленского князя.
В 40-х годах XVI века редакции родословных книг, а потом и Государев родословец дают новую версию росписи, «удревнив» ее до 1129 года. Согласно этой версии Литва управляемая в то время своими «гетманами» и платившая дань полоцким князьям, призывает из Царьграда потомков полоцкого князя Ростислава Рогволодовича — Давила и Мовколда, и Давил становится первым литовским князем. Эта московская версия о происхождении литовских князей не являлась изложением исторических фактов, а преследовала текущие политические цели. Она приравнивала поступивших на московскую службу в конце XV—XVI веков литовских князей Гедиминовичей к русским княжеским домам и обосновывала их права на смоленские, полоцкие и черниговские земли. В историографии происхождение записей в родословных книгах считаются носящими частный характер и относятся к типу «недостоверных» или «фантастических».